# Moscou la sainte
Moscou la sainte est un tableau réalisé par Henry Valensi en 1912. Cette huile sur toile est un paysage urbain représentant Moscou. Exposée au Salon de la Section d'Or en 1912, elle est aujourd'hui conservée au musée national d'Art moderne, à Paris.

## Expositions
- Salon de la Section d'Or, Paris, 1912.
- Le Cubisme, Centre national d'art et de culture Georges-Pompidou, Paris, 2018-2019.